# Stopca
Stopca (nemško Stobitzen) je naselje v Občini Bekštanj v Okraju Beljak-dežela na Koroškem v Avstriji.